# Gregor Lysbringeren
Gregor Lysbringeren (Gregorius Illuminator (latin), Gregor Lusavorich (armensk), Gregorius af Armenien), 240 – 332, grundlagde den kristne kirke i Armenien. Siden led han martyrdøden og blev helgenkåret.
Den armenske konge Trdat III (Tiridate 287 -337) var hedning, men blev omvendt til kristendommen af Gregor Lysbringeren omkring 301.
Traditionen fortæller, at kongen var syg. På det tidspunkt var han stadig hedning, og han havde fængslet Gregor. Da kongen nu hørte, at kun Gregor kunne helbrede ham, blev han sat fri og bad for kongen, som blev rask. Herefter omvendte kongen sig til kristendommen og blev døbt. Kongen og Gregor skal have gjort kristendommen til statsreligion i Armenien, hvorfor Gregor i armensk tradition bærer navnet Lysbringeren. Den officielle overgang til kristendommen skete efter traditionen i 301, hvor Trdat III proklamerede kristendommen som statsreligion.